# Café Diglas

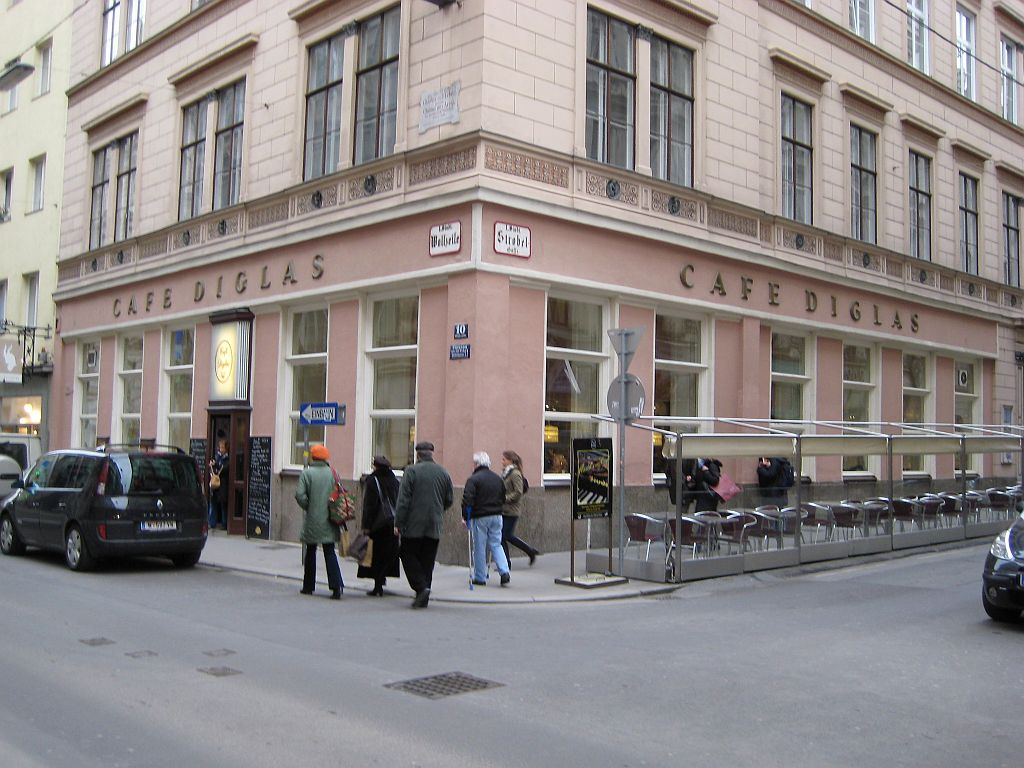
El Café Diglas, vist des de la Wollzeile (març de 2008)

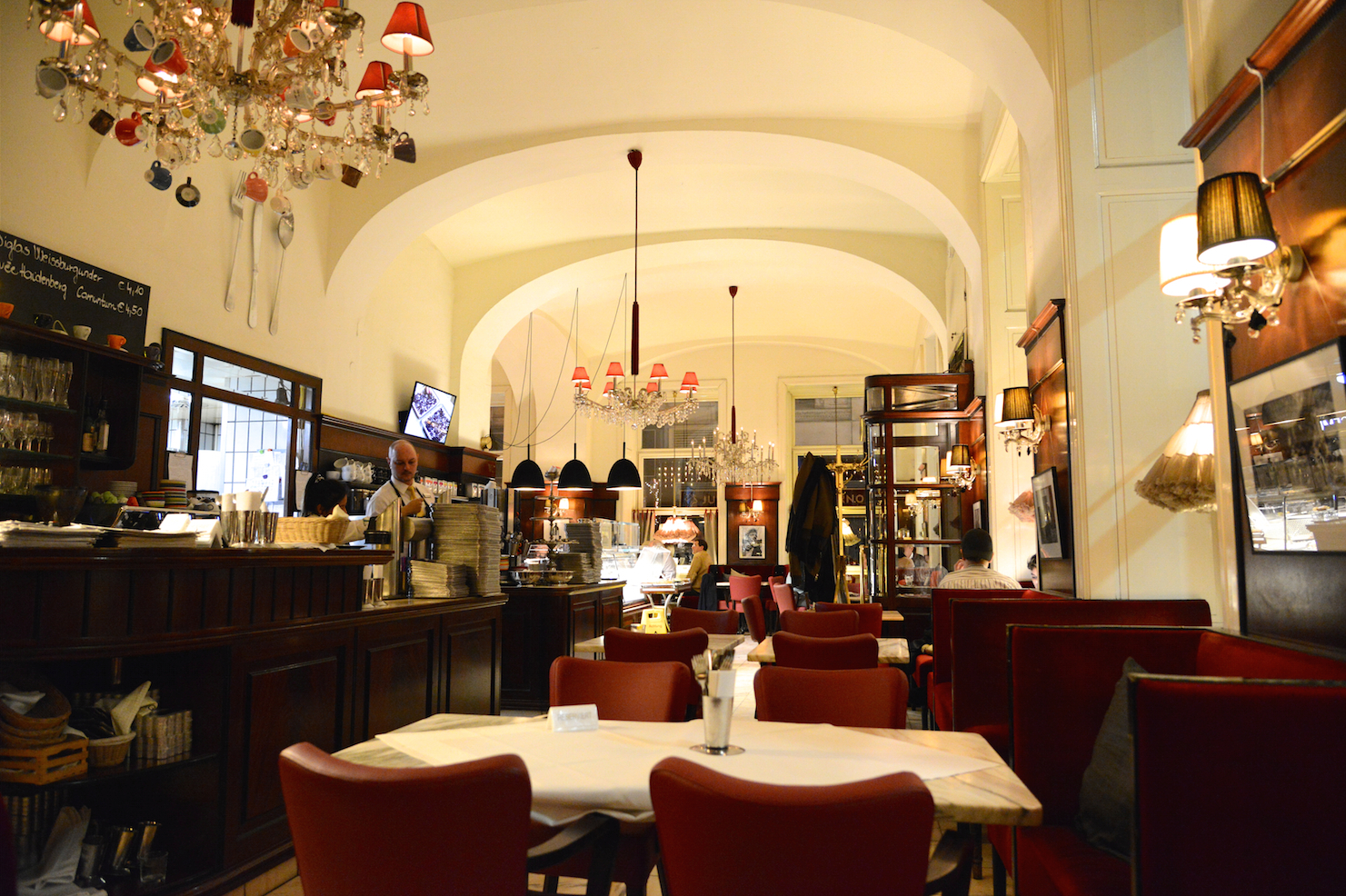
Interior del Café Diglas (gener de 2018).

El Café Diglas és una cafeteria tradicional vienesa situada al carrer Wollzeile, al 1er districte de Viena.

## Història
La família Diglas forma part del paisatge gastronòmic vienès des de l'any 1875. Hans Diglas II va dirigir una sèrie de negocis, inclòs un restaurant al Türkenschanzpark, el primer convidat del qual fou l'emperador Francesc Josep I. Després d'una llarga estada als Estats Units, els fills del restaurador, Franz i Hans Diglas, també van dirigir diversos restaurants a Viena, com ara el Casino Zögernitz a la Döblinger Hauptstraße, la Restauration a la Maurer Hauptplatz, el Tabarin a l'Annagasse i els restaurants al Gänsehäuflbad.
El Casino Zögernitz va ser la seu de la família durant molts anys. Construït el 1837, va ser la seu del cafè Hans und Franz Diglas. Johann Strauss (pare) i el seu fill, Johann Strauss II, hi solien passar estones llargues al jardí els caps de setmana. A més, hi havia una sala de ball i un cinema a l'aire lliure, i fou una destinació l'aire lliure a principis de segle. Va ser una destinació popular d'excursions per als vienesos, abans que el Zögernitz fos la terminal del tramvia tirat per cavalls. El 2022 tornà a obrir.
El 1923, els germans van fundar el Cafè Diglas al carrer Wollzeile 10. Aquest fou originalment el local del Café Royal a finals del segle xix i principis del XX i després del Piccadilly. Nombrosos artistes i polítics foren clients del Café Diglas, com ara Franz Lehár, Karl Farkas, Heimito von Doderer o el jove Otto Wilhelm Fischer. Després d'un redisseny a la dècada del 1950, el Diglas es va tornar una mica més silenciós. Després que Hans Diglas III dirigís el negoci amb una concessió com a cafè-restaurant l'any 1964, el seu fill, Hans Diglas IV, va renovar el local l'any 1988 per tal de retornar-li l'aspecte original.
Des de 1999, la família Diglas té una sucursal a tocar del Fleischmarkt, on des del 1875 ja hi havia una pastisseria anomenada Konditorei zum Weißen Kreuz, que és anomenada col·loquialment "Kleine Diglas" i que subministra pastissos al local del carrer Wollzeile.
El 2016 s'hi van afegir dos negocis més, el Café Diglas a Schottenstift (abans: Café Haag) i el Meierei al Türkenschanzpark (on Hans Diglas II va dirigir el cafè-restaurant des de 1888.)
Johann Diglas Jr. i Elisabeth Diglas són la sisena generació que dirigeix el negoci. El 2017 van comprar el Café Weimar al 9è districte de Viena.